# Halichoeres penrosei
Halichoeres penrosei Starks, 1913 è un pesce di acqua salata appartenente alla famiglia Labridae.

## Distribuzione e habitat
Proviene dalle barriere coralline del sud est dell'oceano Atlantico, in particolare dalle coste del Brasile e Trinidad. Nuota prevalentemente nelle zone ricche di coralli, fino a 30 m di profondità. Non è particolarmente comune.

## Descrizione
Presenta un corpo allungato, con la testa dal profilo appuntito. È una specie di piccole dimensioni, che difficilmente supera i 10 cm di lunghezza. La colorazione varia abbastanza nel corso della vita del pesce.
Gli esemplari giovanili sono pallidi, talvolta giallastri o rosati sul dorso, con una fascia nera abbastanza ampia, orizzontale, che parte dalla bocca e termina sul peduncolo caudale. Questa fascia solitamente scompare con l'età. La pinna caudale mantiene sempre un margine dritto.
I maschi adulti hanno il ventre bianco e il dorso verde chiaro, striato di rosso o di rosa scuro. Le strisce rosse, dai contorni irregolari, diventano più evidenti sulla testa, attorno agli occhi, che sono dello stesso colore. La pinna caudale è degli stessi colori, ma a volte presenta sfumature giallastre. La pinna dorsale e la pinna anale sono lunghe, rosse e molto basse, sulla prima è presente una macchia nera.

## Biologia

### Comportamento
Nuota in coppie oppure è solitario, solitamente non forma banchi.

### Riproduzione
È oviparo e la fecondazione è esterna. Non ci sono cure nei confronti delle uova.

## Conservazione
Questa specie non è di alcun interesse per la pesca a causa delle piccole dimensioni; talvolta viene catturata per essere allevata negli acquari, ma in Brasile la pesca ne è stata regolamentata. Quindi viene classificata come "a rischio minimo" (LC) dalla lista rossa IUCN perché non sembra essere minacciata da particolari pericoli nonostante non sia molto comune.